# Maarten van Rode

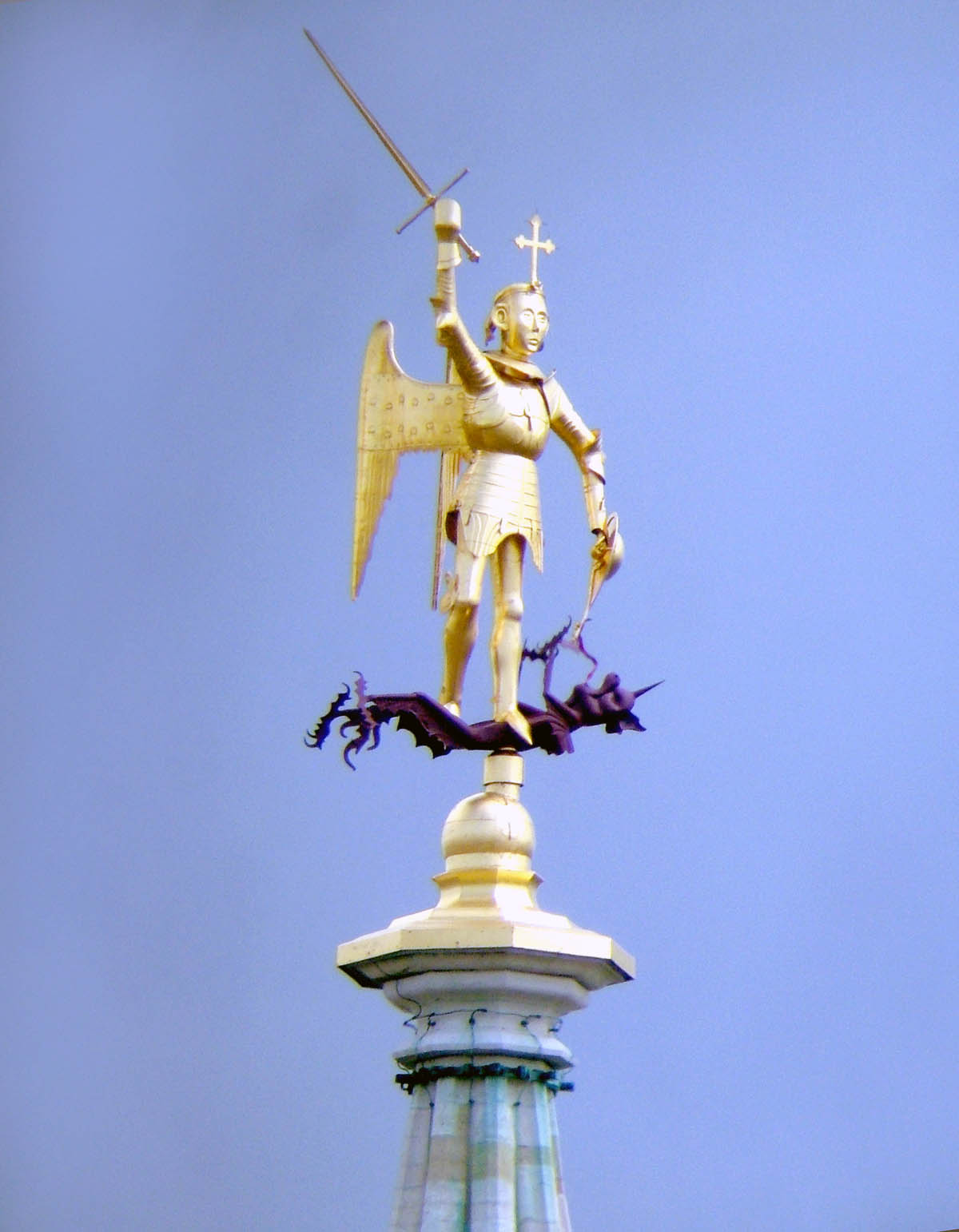
De nieuwe Sint Michiel op het stadhuis van Brussel (1996).

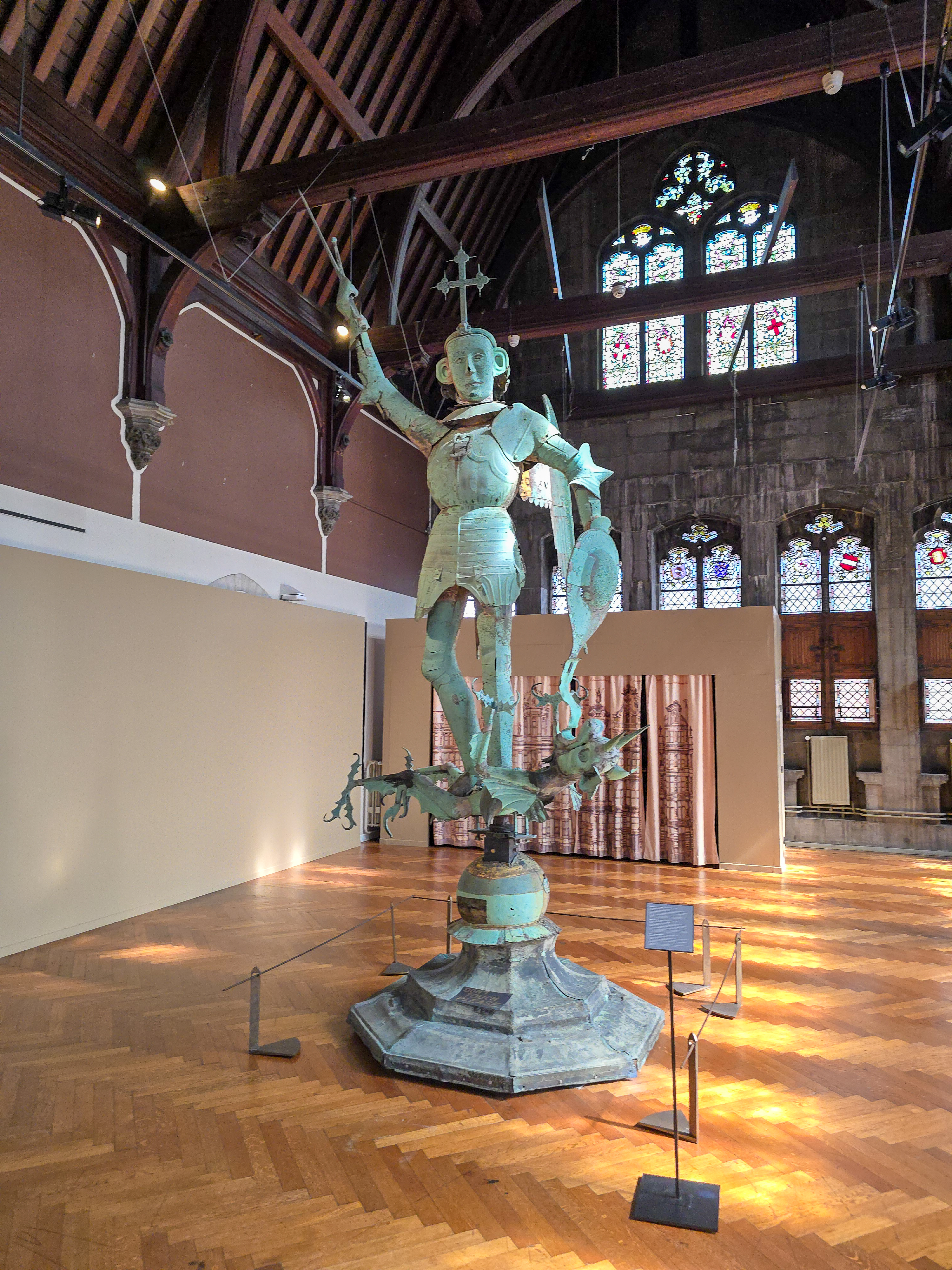
Opriginele windwijzer in het Museum van de Stad Brussel

Maarten van Rode was een 15e-eeuwse geelgieter uit Brussel. Hij maakte de windwijzer voor het stadhuis van Brussel, een verguld beeld van de schutspatroon van de stad, Sint Michiel. Op 23 juli 1455 werd het op de toren geplaatst, 91 meter boven de grond. Van Rode kreeg er 24 florijnen en twee stuivers voor. Sinds tien jaar stond er al een gelijkaardig beeld op de Sint-Michiel-en-Sint-Goedele.
Van Rodes beeld is geen dinanderie, maar gemaakt van 1 mm dunne, gehamerde koperplaten op een structuur uit Spaans blankijzer. Het zwaard is massief brons. Van duivel tot zwaardpunt meet het geheel bijna vijf meter. Dankzij een draaimechanisme en de relatief lichte uitvoering (ca. 500 kg) keert het bij de minste wind. Op een mobiele globe is de gevleugelde en geharnaste aartsengel weergegeven die de gehoornde draak vertrappelt (de duivel uit de Apocalyps). De aartsengel draagt een schild en heft dreigend het zwaard. Op zijn hoofd heeft hij een diadeem met een kruis. Zijn gelaatstrekken zijn met opzet disproportioneel om rekening te houden met het perspectief vanaf de grond. De engel was verguld en de duivel geschilderd in een donker kleur.
Het werk maakte grote indruk op de tijdgenoten en werd een embleem van de stad. Het is meermaals naar beneden gehaald om opnieuw te worden verguld: in 1617, 1658, 1770, 1825, 1841 en 1896. Bij de laatste restauratie in 1993-96 is een kopie gemaakt bij de firma Coubertin in Parijs. Het verweerde origineel is te zien in het Museum van de Stad Brussel. Het heeft een 19e-eeuws zwaard, omdat het originele in 1863 door de bliksem is getroffen en op het binnenplein was gevallen.

## Wetenswaardig
Van Rodes aartsengel lijkt model te hebben gestaan voor de Sint-Michiel die Bruegel schilderde op De val der opstandige engelen.

## Voetnoten
1. ↑  Ingele gemaeckt by Merten Van Rode omtrent IX 1/2 voeten lanck, aangehaald in: Brabantsche Folklore, 1981, blz. 181
2. ↑  Dagboek van Jan de Pottre: Als men screef M.IIIIC LV weert den inghel Sinte Machiel ghestelt boven op der stadthuys te Bruxsel tsanderdachs nae Sinte Marien Magdalenen dach.
3. ↑  Louis Melsens, Des paratonnerres à pointes, à conducteurs et à raccordements terrestres multiples — Description détaillée des paratonnerres établis sur l'Hôtel de ville de Bruxelles, en 1865, 1877, p. 9